# Sky News
Sky News — британский 24-часовой новостной телевизионный канал.
Входит в группу каналов компании Sky, которая в свою очередь является частью корпорации Comcast. Канал осуществляет вещание в цифровом формате через сеть спутниковых приёмников и является одним из трёх каналов BSkyB, доступных в системе телевещания «Freeview» (другими двумя являются Pick и Challenge). Аудитория Sky News преимущественно находится в Великобритании, а также в других частях света, где возможен приём канала (в том числе в гостиничных международных сетях). Аудитория оценивается в 150 миллионов человек по всему миру.
Sky News начал вещание в феврале 1989 года, став первым в Великобритании круглосуточным информационным телеканалом. В мае 2010 года телеканал стал первым информационным телеканалом в Великобритании, начавшим вещание в формате телевидения высокого разрешения (HD).
Штаб-квартира и центральная студия телеканала находятся в Лондоне. Компания имеет 18 корпунктов за пределами Великобритании, включая корпункт в Москве.
Sky News выходит в нескольких вариантах для каждой из частей света (существуют версии этого канала Sky News Ireland, Sky News Australia и т.д). В европейской части России Sky News в FTA-виде можно принять в Ku-диапазоне со спутника «Астра 2A» (28,2° в. д.), а также «Thor-5»   (0,8° з. д.)

## Программы

### Ныне выходящие
- Sunrise — обзор новостей из Великобритании и всего мира
- Sky News Today — обзор главных и спортивных новостей дня, интервью в прямом эфире, прогноз погоды
- Sky News с Кэй Барлэй — краткий обзор последних новостей и анонс интервью
- Sky News в 5 — интервью и дискуссии по важным событиям дня
- Ian King Live — ежедневная сводка новостей из сферы бизнеса; выходит в прямом эфире из студии Вестминстера
- Sky News Tonight — обзор главных событий дня; ведущие — Дермот Мёрнахан (понедельник—четверг) и Софи Ридж (пятница)
- Sky News в 10 — обзор событий дня, попавших в газетные сводки, ведёт выпуск Анна Баттин
- Press Preview — краткий обзор событий, готовящихся к публикации в очередных выпусках газет
- Sky Midnight News — новости дня и прогноз погоды
- Sky News on The Hour — обзор последних международных новостей о спорте, погоде и экономике
- Sky World News — подробный обзор новостей со всего мира
- Sportsline — комплексный обзор спортивных событий дня и со всего мира
- Week in Review
- The Pledge

### Закрытые
- Murnaghan — двухчасовой авторский воскресный выпуск новостей с Дермотом Мёрнаханом. В эфире с января 2011 по декабрь 2016 года.